# Vizzini
Vizzini is een gemeente in de Italiaanse provincie Catania (regio Sicilië) en telt 7017 inwoners (31-12-2004). De oppervlakte bedraagt 125,8 km², de bevolkingsdichtheid is 56 inwoners per km².

## Geografie
De gemeente ligt op ongeveer 586 meter boven zeeniveau.
Vizzini grenst aan de volgende gemeenten: Buccheri (SR), Francofonte (SR), Giarratana (RG), Licodia Eubea, Militello in Val di Catania, Mineo.

## Foto's

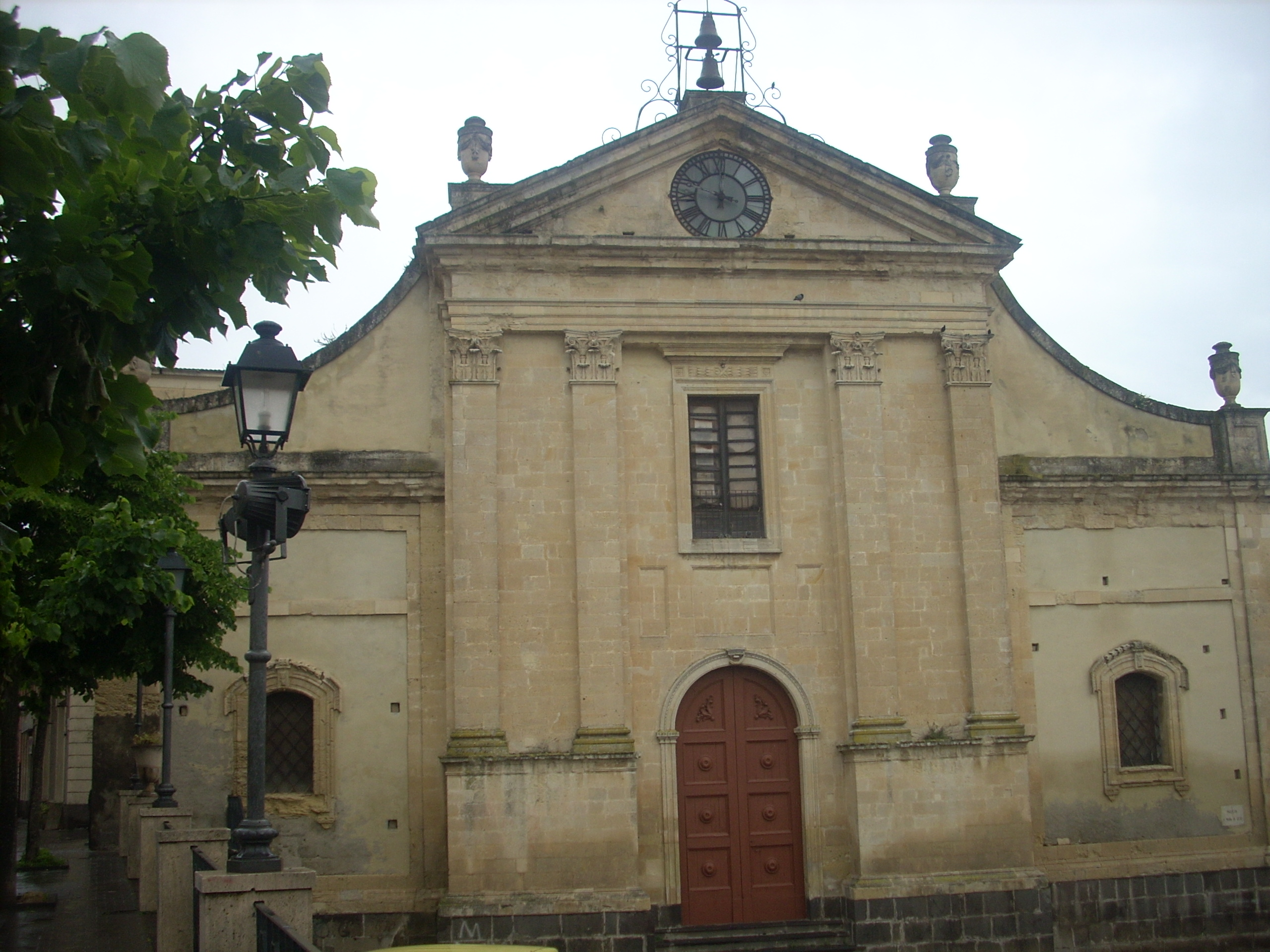
Kerk
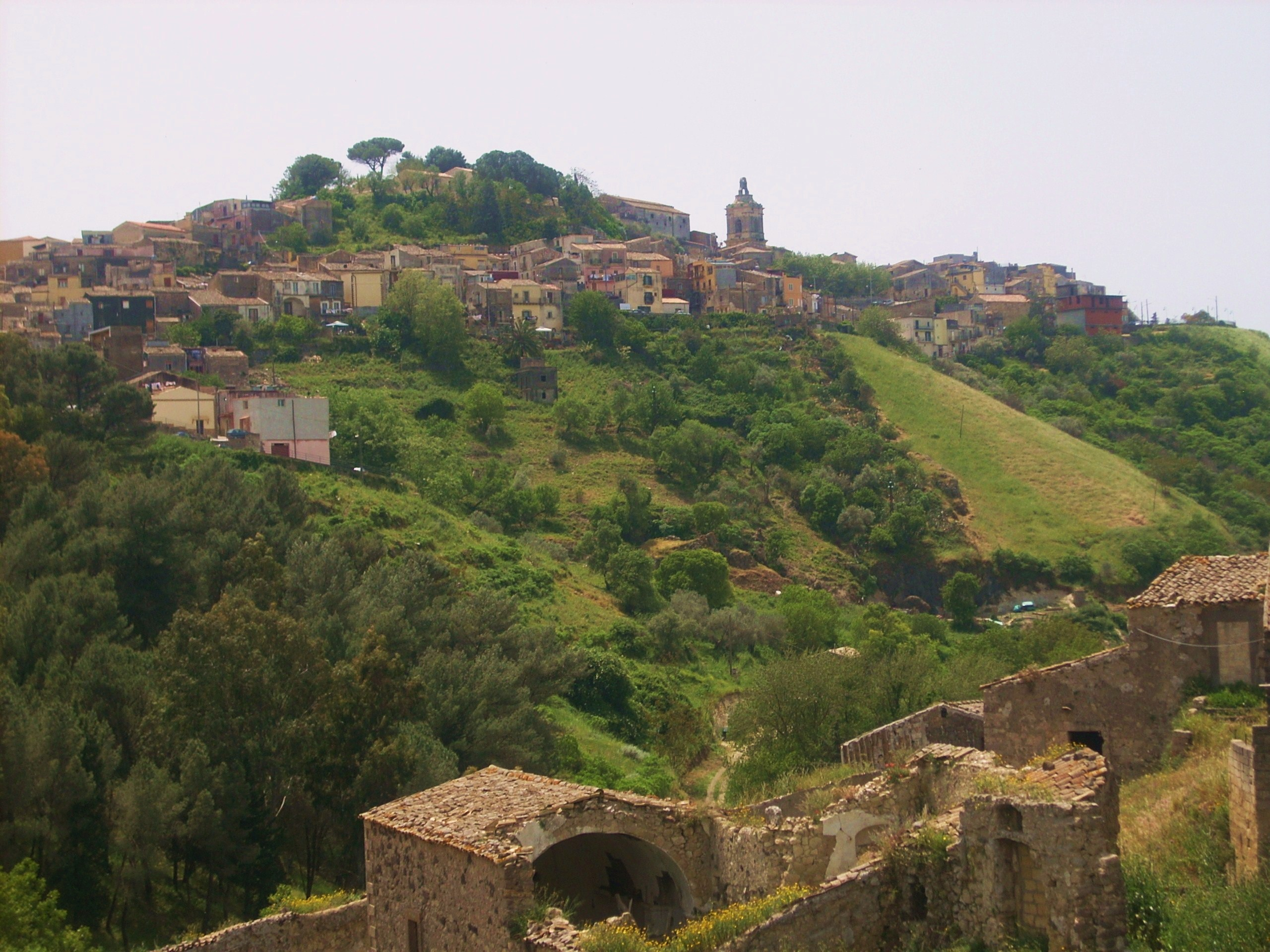
Lente